# Medio informativo

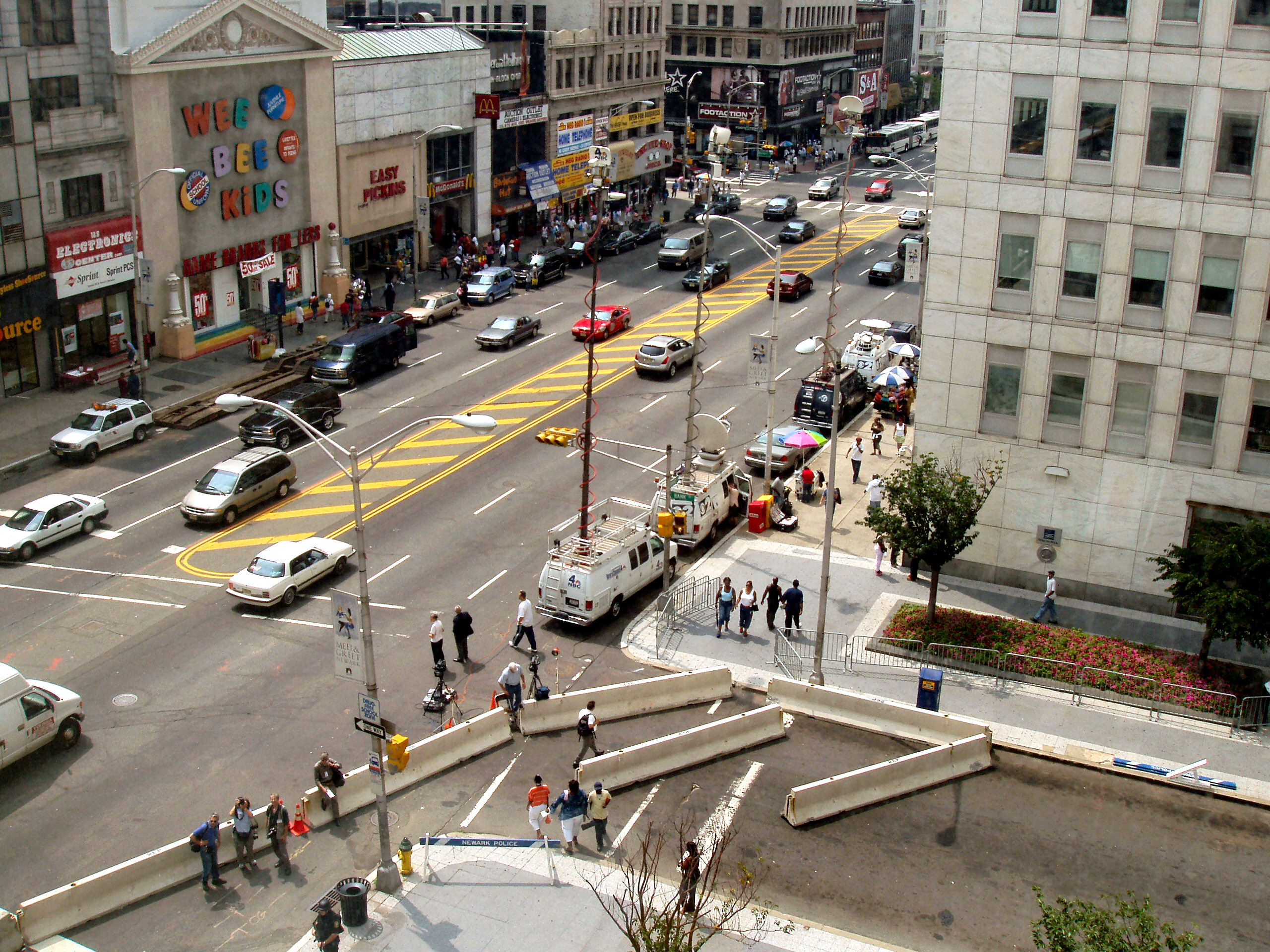
Camiones de captación electrónica de noticias y fotoperiodistas se reunieron afuera de la sede de Prudential en Newark (Nueva Jersey), Estados Unidos, en agosto de 2004, tras el anuncio de evidencia de una amenaza terrorista a esta sede y a edificios de la ciudad de Nueva York.

Los medios informativos o industria de las noticias son formas de medios de comunicación de masas que se centran en ofrecer noticias al público en general. Estos incluyen agencias de noticias, periódicos, revistas de noticias, canales de noticias, etc.

## Historia
Algunas de las primeras circulaciones de noticias ocurrieron en la Europa del Renacimiento. Estos boletines escritos a mano, que circulaban entre los comerciantes, contenían noticias sobre guerras, condiciones económicas y costumbres sociales. Los boletines eran muy escasos y no había dos iguales ya que todos estaban escritos a mano, hasta la invención de la imprenta por Johannes Gutenberg en 1440. Gracias a los tipos móviles y la tinta, los periódicos ahora podían producirse en masa a bajo costo. Las primeras noticias impresas aparecieron a finales del siglo XV en panfletos alemanes, que contenían contenido a menudo muy sensacionalista. El primer periódico escrito en inglés fue The Weekly News, publicado en Londres en 1621. En los años 1640 y 1650 se publicaron varios artículos. En 1690, el primer periódico estadounidense fue publicado por Richard Pierce y Benjamin Harris en Boston. Sin embargo, no tenía permiso del gobierno para ser publicado y fue inmediatamente suprimido.

### En los Estados Unidos
En 1729, Benjamin Franklin comenzó a escribir un nuevo tipo de periódico que era más satírico y se involucraba más en asuntos cívicos de lo visto anteriormente. En 1735, John Peter Zenger fue acusado de difamación sediciosa por el gobernador de Nueva York, William Cosby. Zenger fue declarado inocente, en gran parte gracias a su abogado Andrew Hamilton. Posteriormente, Hamilton escribió un artículo en el que argumentó que los periódicos deberían tener libertad para criticar al gobierno siempre que sus críticas fueran ciertas. Más tarde, con la ratificación de la Declaración de Derechos en 1791, la libertad de prensa quedaría garantizada por la Primera Enmienda.
En la década de 1830, los periódicos comenzaron a buscar el éxito comercial y se orientaron hacia el reportaje, comenzando con el New York Sun en 1833. Los avances tecnológicos hicieron que fuera más barato imprimir periódicos y surgieron los «periódicos de un centavo». Estos números buscaban noticias cotidianas más entretenidas, como asesinatos y aventuras, en lugar de política. Los periódicos de un centavo intentaron llegar a un público más amplio gracias a sus precios baratos.
A finales del siglo, comenzaron a aparecer aspectos modernos de los periódicos, como titulares destacados, uso extensivo de ilustraciones, «páginas divertidas» y una cobertura ampliada de eventos deportivos organizados. La consolidación de los medios de comunicación se produjo cuando muchos periódicos independientes pasaron a formar parte de «cadenas».
A principios del siglo XX, los periodistas de la Era Progresista utilizaron un nuevo estilo de periodismo de investigación que reveló las prácticas corruptas de los funcionarios gubernamentales. Estos artículos reveladores aparecieron en muchos periódicos y revistas. Quienes los escribieron fueron tildados de muckrakers. Se volvieron muy influyentes y constituyeron una fuerza vital en el movimiento reformista progresista. Sin embargo, después de 1912, la investigación muckracker disminuyó. El público empezó a pensar que las revelaciones eran sensacionalistas, pero tuvieron un gran impacto en las políticas futuras.
A principios de la década de 1920, las radios se volvieron accesibles y permitieron que grandes audiencias escucharan simultáneamente las noticias de última hora. Los anunciantes aprovecharon la oportunidad para persuadir a los millones de oyentes cautivos.
Con la introducción de la televisión llegó la Ley de Comunicaciones de 1934. Fue un acuerdo entre la televisión comercial y el pueblo de los Estados Unidos que estableció que 1. Las vías aéreas por donde se transmiten las ondas de radio son propiedad pública. 2. Los organismos de radiodifusión comerciales tienen licencia para utilizar las vías de transmisión. 3. La condición principal para su uso será que la emisora sirva «al interés público, la conveniencia y la necesidad».
Las noticias televisivas continuaron expandiéndose durante la década de 1970. En 1990, más de la mitad de los hogares estadounidenses tenían sistemas de cable y los periódicos de difusión nacional ampliaron su alcance. Con los avances tecnológicos en las salas de redacción, especialmente Internet, surgió un nuevo énfasis en los informes asistidos por computadora y una nueva combinación de formatos de medios, en la que un reportero prepara la misma historia impresa, en línea y frente a la cámara para la estación de cable de un periódico.

## Etimología
Un «medio» (en plural «medios») es un portador de algo. Las cosas comunes que transmiten los medios incluyen información, arte u objetos físicos. Un medio puede proporcionar transmisión o almacenamiento de información, o ambos. Las industrias que producen noticias y contenidos de entretenimiento para los medios de comunicación de masas a menudo se denominan simplemente «los medios» (de la misma manera que a la industria del periódico se la denomina «la prensa [escrita]»).
«Prensa» es la denominación colectiva de los medios de comunicación que realizan el periodismo y otras funciones de comunicación informativa, en contraste con la comunicación pura de propaganda o de entretenimiento. El término prensa proviene de la imprenta.

## Radiodifusión
La radiodifusión es la distribución de señales de audio y video (programas) a un número de destinatarios («oyentes» o «espectadores»). Este grupo puede ser el público en general o una audiencia relativamente grande dentro del público. La radiodifusión constituye un segmento muy grande de los medios de comunicación de masas. Los programas de televisión y radio se distribuyen a través de transmisiones de radio o cable, a menudo de manera simultánea. Al codificar las señales y contar con equipos de decodificación en los hogares, este último también posibilita canales por suscripción y servicios de pago por visión. La secuenciación del contenido de una transmisión se denomina programación. Un organismo de radiodifusión puede transmitir varios programas al mismo tiempo, a través de varios canales (frecuencias), por ejemplo BBC One y Two. Por otro lado, dos o más organizaciones pueden compartir un canal y cada una utilizarlo durante una parte fija del día. La radio y la televisión digital también pueden transmitir programación multiplexada, con varios canales comprimidos en un conjunto.

### Televisión
En el periodismo televisivo o audiovisual, los analistas de noticias (también llamados presentadores de noticias) examinan, interpretan y transmiten noticias recibidas de diversas fuentes de información. Los presentadores presentan esto como noticias, ya sea grabadas en video o en vivo, a través de transmisiones de reporteros en el lugar (corresponsales de noticias).
Los noticieros, o «clips», pueden variar en duración. Hay algunos que pueden durar hasta diez minutos y otros que necesitan incluir toda la información y material relevante en dos o tres minutos. Los canales de noticias también han comenzado a albergar películas documental es especiales con duraciones mucho más largas y capaces de explorar un tema o asunto noticioso con mayor detalle.

## Periódicos
Un periódico es una publicación ligera y desechable (más específicamente, una publicación periódica), generalmente impresa en papel de bajo costo llamado papel prensa . Puede ser de carácter general o de interés especial y su publicación podrá ser diaria, semanal, quincenal, mensual, bimestral o trimestral.
Los periódicos de interés general suelen ser revistas de noticias de actualidad sobre una variedad de temas. Estos pueden incluir eventos políticos, crímenes, negocios, deportes y opiniones (ya sean editoriales, columnas o caricaturas editoriales). Muchos también incluyen noticias y pronósticos del tiempo. Los periódicos utilizan cada vez más fotografías para ilustrar historias; también suelen incluir tiras de prensa y otros entretenimientos, como crucigramas.

### Periodismo impreso

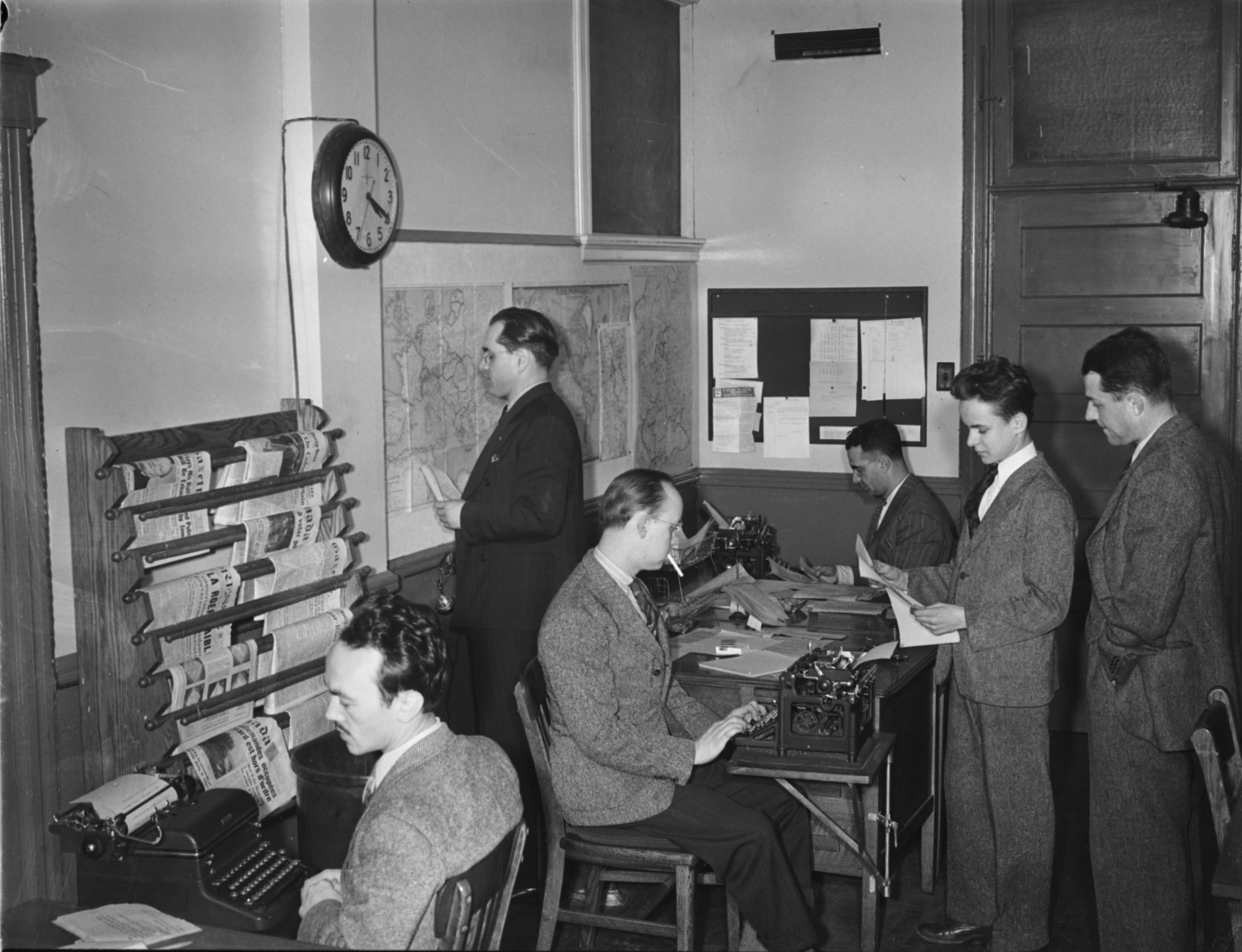
Periodistas trabajando en Montreal en la década de 1940.

Una historia es un artículo, noticia o reportaje único, generalmente relacionado con un solo evento, asunto, tema o perfil de una persona. Los corresponsales informan sobre noticias que ocurren principalmente a nivel local, en su propio país o en las ciudades extranjeras donde están destinados.
La mayoría de los periodistas archivan información o escriben sus historias electrónicamente desde ubicaciones remotas. En muchos casos, las historias de última hora son escritas por miembros del personal, a través de información recopilada y enviada por otros periodistas que están en el terreno reuniendo información sobre un evento que acaba de ocurrir y necesita ser transmitido instantáneamente. Los reporteros de radio y televisión a menudo componen historias e informan «en vivo» desde el lugar de los hechos. Algunos periodistas también interpretan las noticias u ofrecen opiniones y análisis a los lectores, espectadores u oyentes. En este rol se les llama comentaristas o columnistas.

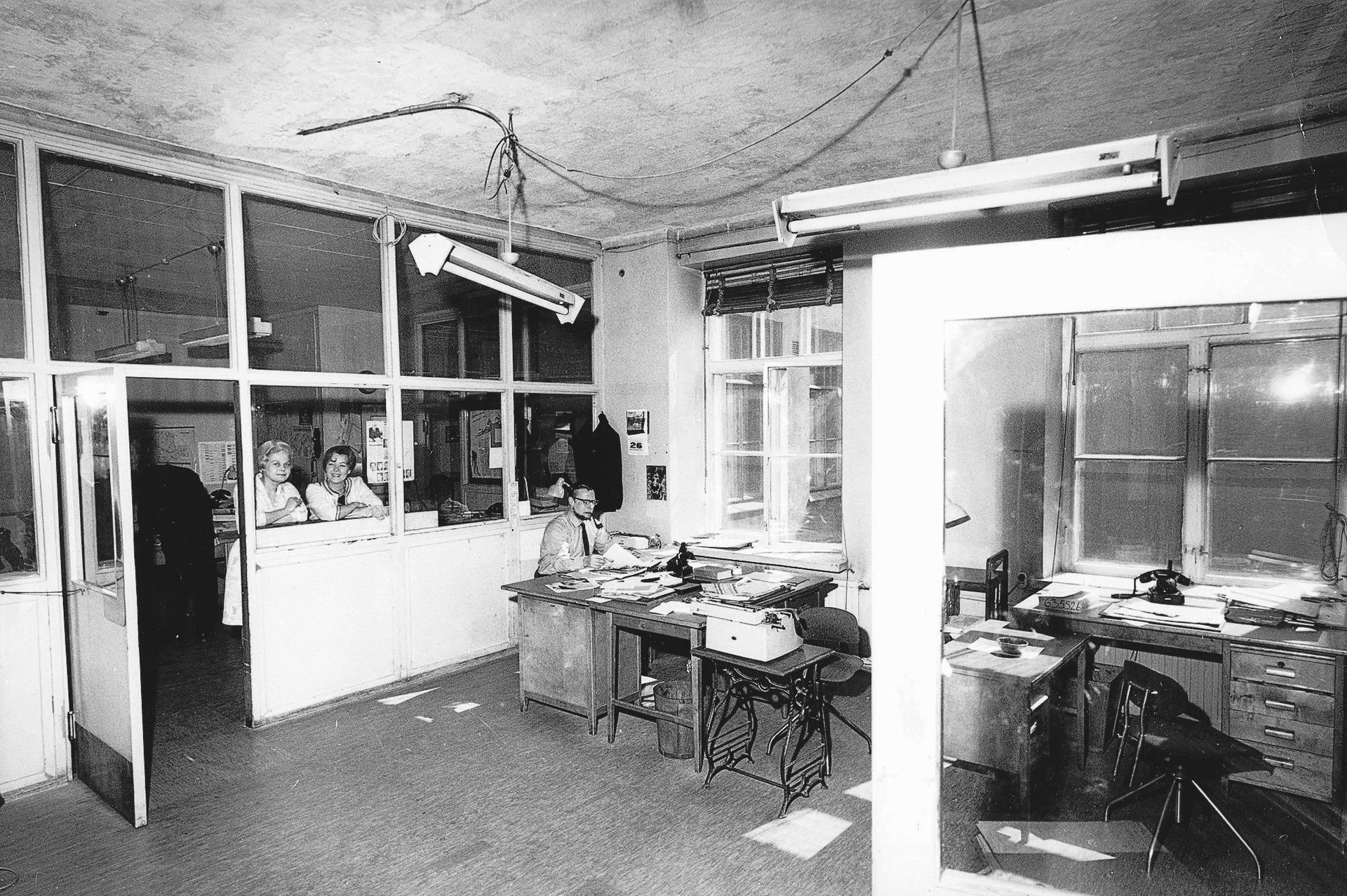
La redacción (sala de prensa) del Helsingin Sanomat en 1965.

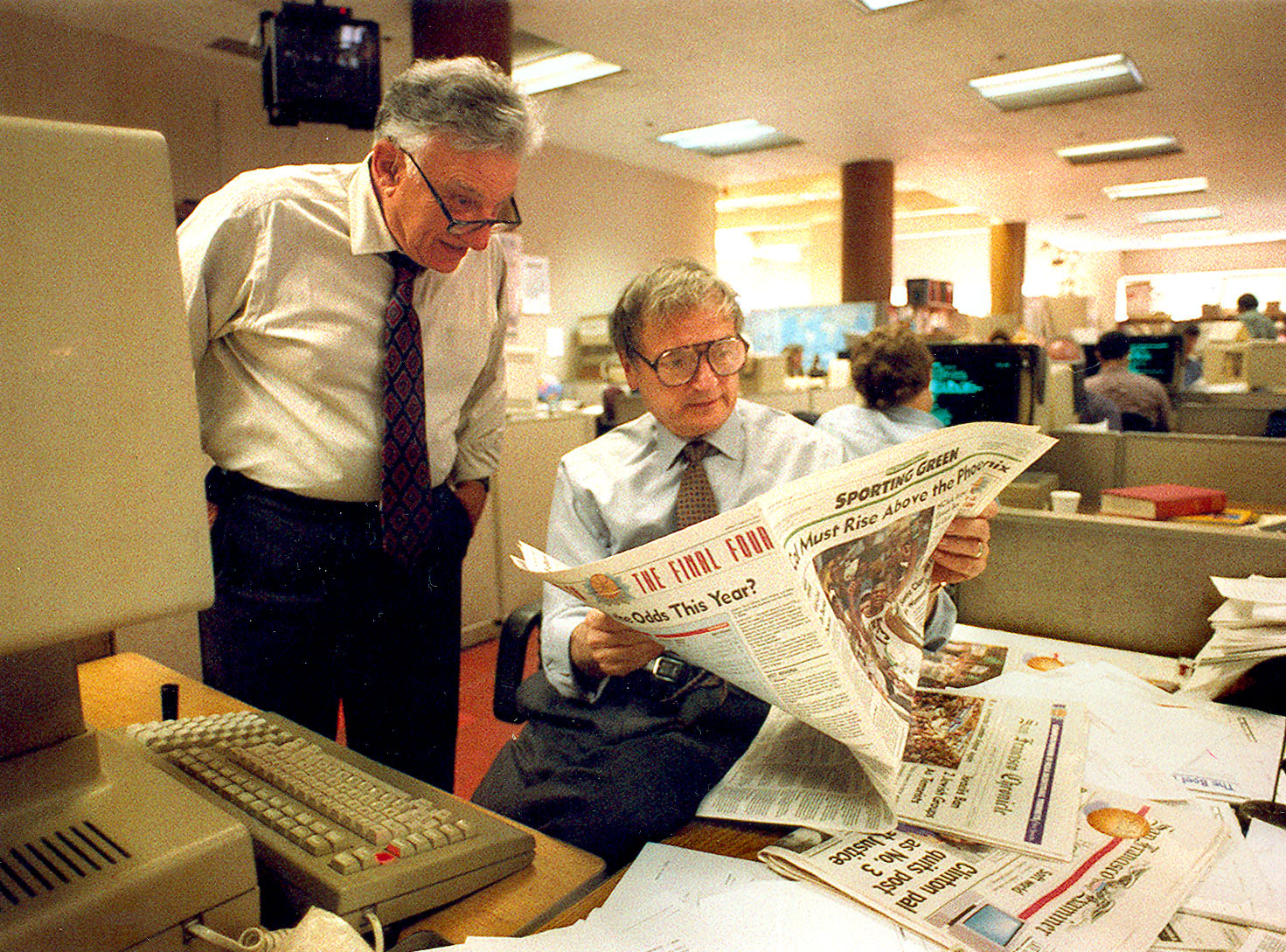
Bill German, editor emérito, y Jack Breibart, editor de Page One, en la sala de redacción del San Francisco Chronicle en 1994.

Los reporteros toman notas y fotografías o videos, ya sea por su cuenta, por medio de los ciudadanos o a través de un fotógrafo. En la segunda fase, organizan el material, determinan el enfoque o énfasis (identifican el punto clave) y escriben sus historias. La historia es luego editada por editores de noticias o de estilo (al estilo de EE. UU.) o subeditores en Europa, que trabajan desde la mesa de redacción. El titular de la noticia lo decide la mesa de redacción. A menudo, el equipo de redacción también reescribe o cambia en gran medida el estilo y el tono del primer borrador preparado. Finalmente, una colección de historias que han sido seleccionadas para la edición del periódico o revista se presentan en páginas ficticias (de prueba) y, después de que el editor en jefe ha aprobado el contenido, el estilo y el lenguaje del material, se envía para publicación. Al escritor se le asigna una firma para el artículo que se publica y su nombre aparece junto al artículo. Este proceso se lleva a cabo de acuerdo a la frecuencia de la publicación. Las noticias pueden publicarse en una variedad de formatos (gran formato, tabloide, revista y publicaciones periódicas) así como en períodos (diarios, semanales, quincenales, quincenales o mensuales).

## Revistas de noticias

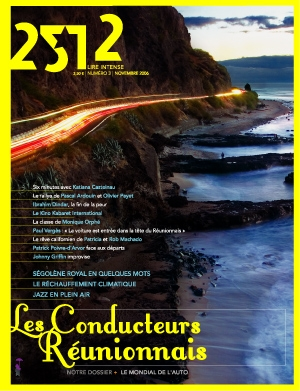
Portada de 2512, revista de noticias mensual publicada en Reunión.

Una revista de noticias o revista de actualidad es una revista generalmente semanal que presenta artículos sobre eventos actuales. Estas revistas generalmente profundizan más en las historias que los periódicos, tratando de dar al lector una comprensión del contexto que rodea los eventos importantes, en lugar de solo los hechos. Por ejemplo, la revista Time es una revista de noticias semanal con sede en Nueva York, conocida por sus artículos en profundidad sobre acontecimientos actuales, política, ciencia y más.

## Noticieros
Un noticiero era una película documental común en la primera mitad del siglo XX, que se presentaba regularmente en un lugar de presentación público y que contenía historias noticiosas filmadas.
Creada por Pathé Frères de Francia en 1908, este formato de película fue un elemento básico en los países típicos de América del Norte, Reino Unido y la Mancomunidad de Naciones (especialmente Canadá, Australia y Nueva Zelanda). Los noticieros fueron populares en toda la programación cinematográfica europea desde la era del cine mudo hasta la década de 1960, cuando la transmisión de noticias por televisión suplantó por completo su papel. Debido a las noticias televisivas, la popularidad de los noticieros cinematográficos comenzó a declinar y finalmente fueron eliminados por completo.

## Periodismo en línea

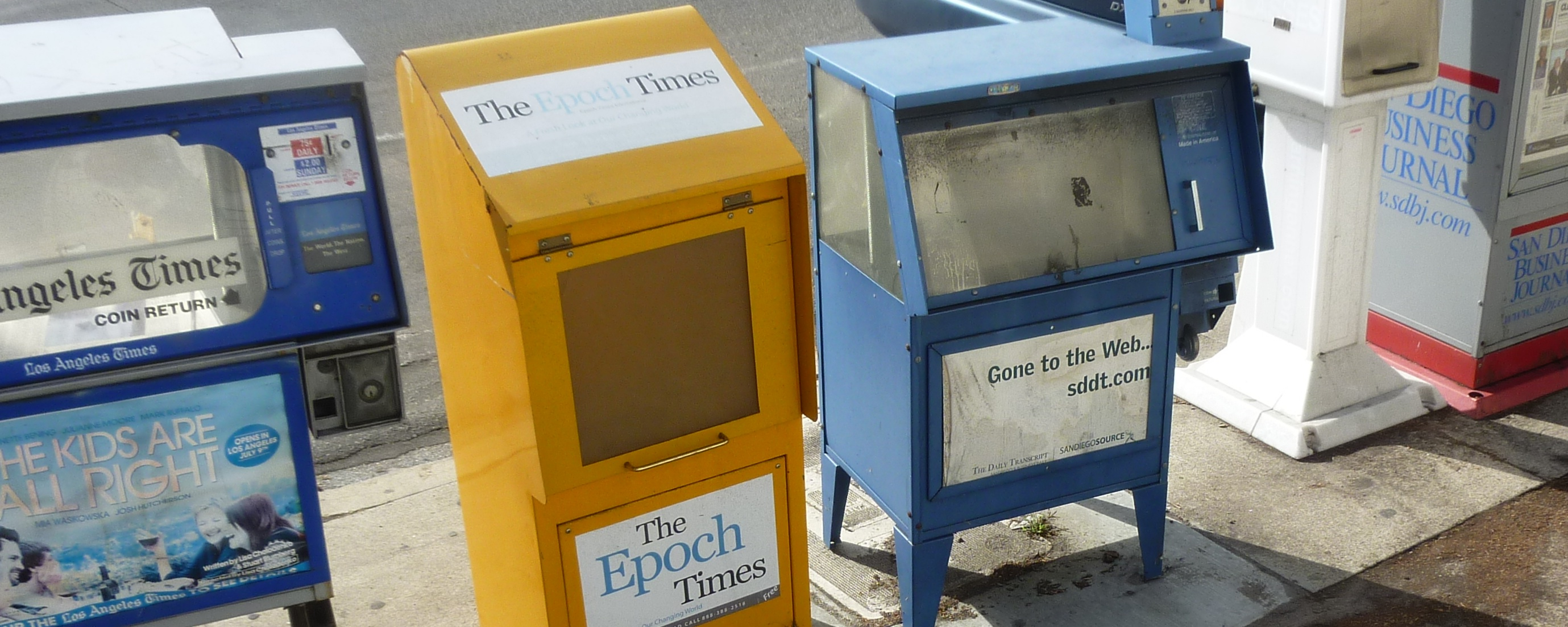
Periódico «llegado a la web» en California.

El periodismo en línea, también conocido como periodismo digital, es la difusión de noticias producidas o distribuidas a través de Internet. Internet ha permitido la publicación formal e informal de noticias. El periodismo en línea puede ser publicado por escritores y periodistas profesionales, a través de sitios web y medios de comunicación tradicionales. O bien, las noticias pueden ser publicadas por los ciudadanos, a través de blogs, videoblogs y redes sociales.

## Cobertura de noticias
Al cubrir noticias, política, el clima, deportes, entretenimiento y eventos vitales, los medios diarios dan forma a la imagen cultural, social y política dominante de la sociedad. Debido al aumento de la participación de las redes sociales en las noticias, el valor noticioso más común se ha convertido en el entretenimiento en los últimos años. A propósito de esto se publicó el artículo de 11 000 palabras de Robert F. Kennedy Jr. en la revista Rolling Stone a propósito de las elecciones presidenciales de Estados Unidos de 2004, el 1 de junio de 2006. Hasta el 8 de junio, no había habido ninguna cobertura periodística de las acusaciones documentadas del sobrino del presidente John F. Kennedy. El 9 de junio, esta subhistoria fue cubierta por un artículo del Seattle Post-Intelligencer.
La cobertura mediática durante los atentados de Bombay de 2008 destacó el uso de nuevos medios y herramientas de redes sociales de Internet, incluidos Twitter y Flickr, para difundir información sobre los ataques, y observó que la cobertura de Internet a menudo estaba por delante de las fuentes de medios más tradicionales. En respuesta, los medios de comunicación tradicionales incluyeron dicha cobertura en sus informes. Sin embargo, varios medios fueron criticados porque no verificaron la fiabilidad y verificabilidad de la información. Algunas empresas de investigación de opinión pública han descubierto que una mayoría o una pluralidad de personas en varios países desconfían de los medios de comunicación.

### Redes sociales
Las personas tienen muchas opciones a la hora de elegir su consumo de noticias y muchos recurren cada vez más a las redes sociales. Más de la mitad de los adultos estadounidenses, el 54%, obtiene algunas de sus noticias a través de las redes sociales, según una encuesta del Pew Research Center de septiembre de 2024. Las dos fuentes más populares son Facebook y YouTube, ya que el 33% y el 32% de los usuarios obtienen información de estas fuentes, seguidos de cerca por Instagram y TikTok con un 20% y un 17%. La directora de investigación de noticias e información del Pew Research Center, Katerina Eva Matsa, dice que cuando la gente busca noticias no sólo busca hechos, sino también un sentido de comunidad. Los grupos y páginas de redes sociales les brindan un sentido de comunidad y son fácilmente accesibles, al alcance de su mano. También según Pew Research Center, los estadounidenses valoran la velocidad, la novedad, el formato y la variedad que ofrecen las noticias en las redes sociales. Los algoritmos de las redes sociales permiten que los usuarios vean noticias e información adaptada a sus gustos y creencias.
Estos algoritmos han presentado a los usuarios a influencers en las noticias de las redes sociales que pueden identificarse con ellos. Los «influencers de noticias» han ganado una enorme popularidad en los últimos meses, ya que casi 4 de cada 10 adultos estadounidenses menores de 30 años, o el 37%, recurren a ellos regularmente, según otro estudio del Pew Research Center de noviembre de 2024. Los influencers de noticias se definen como «individuos que tienen un gran número de seguidores en las redes sociales y que a menudo publican sobre noticias o temas políticos o sociales». Los usuarios dicen que obtienen datos básicos, opiniones, publicaciones divertidas y noticias de última hora de sus respectivos influencers de noticias. A los estadounidenses les gusta conectarse y resonar con aquellos que coinciden con sus opiniones y creencias, y recibir actualizaciones de noticias desde su propio rincón de Internet les resulta reconfortante y tranquilizador. Algunos adultos estadounidenses también han notado que las personas influyentes en las noticias les han ayudado a comprender mejor los acontecimientos y los problemas.

### Fake news
Las fake news («noticias falsas») son historias que son intencionalmente falsas y que engañan al lector para que piense de una manera. Con el auge de los nuevos medios a través de las redes sociales (Facebook, YouTube, etc.) ha habido un aumento de fake news debido a la capacidad de cualquier persona de compartir y difundir rápidamente la información. Puede resultar difícil discernir en quién confiar y en quién no. En Internet, los artículos de fake news pueden aparecer en la misma búsqueda que los veraces. Esto hace que a otros les resulte difícil distinguir entre lo que es un hecho y lo que es una opinión. En concreto, la cobertura mediática durante las elecciones presidenciales de Estados Unidos de 2016 incluyó numerosos artículos engañosos a favor de ambos candidatos.

## Integridad de los medios
La integridad de los medios se refiere a la capacidad de un medio de comunicación de servir al interés público y al proceso democrático, haciéndolo resistente a la corrupción institucional dentro del sistema de medios, la economía de influencia, la dependencia conflictiva y el clientelismo político. La integridad de los medios de comunicación abarca las siguientes cualidades de un medio de comunicación:
- independencia de intereses privados o políticos
- transparencia sobre sus propios intereses financieros
- compromiso con la ética y los estándares del periodismo
- capacidad de respuesta a los ciudadanos

El concepto fue concebido específicamente para los sistemas de medios de comunicación de la región del Sudeste de Europa, dentro del proyecto Observatorio de Medios de Comunicación del Sudeste de Europa, que reúne a organizaciones que forman parte de la Red del Sudeste de Europa para la Profesionalización de los Medios (SEENPM).